# Galeodes timbuktus
Galeodes timbuktus är en spindeldjursart som först beskrevs av Roewer 1934.  Galeodes timbuktus ingår i släktet Galeodes och familjen Galeodidae.

## Underarter
Arten delas in i följande underarter:
- G. t. brunneipalpis
- G. t. timbuktus